# Dörfleins

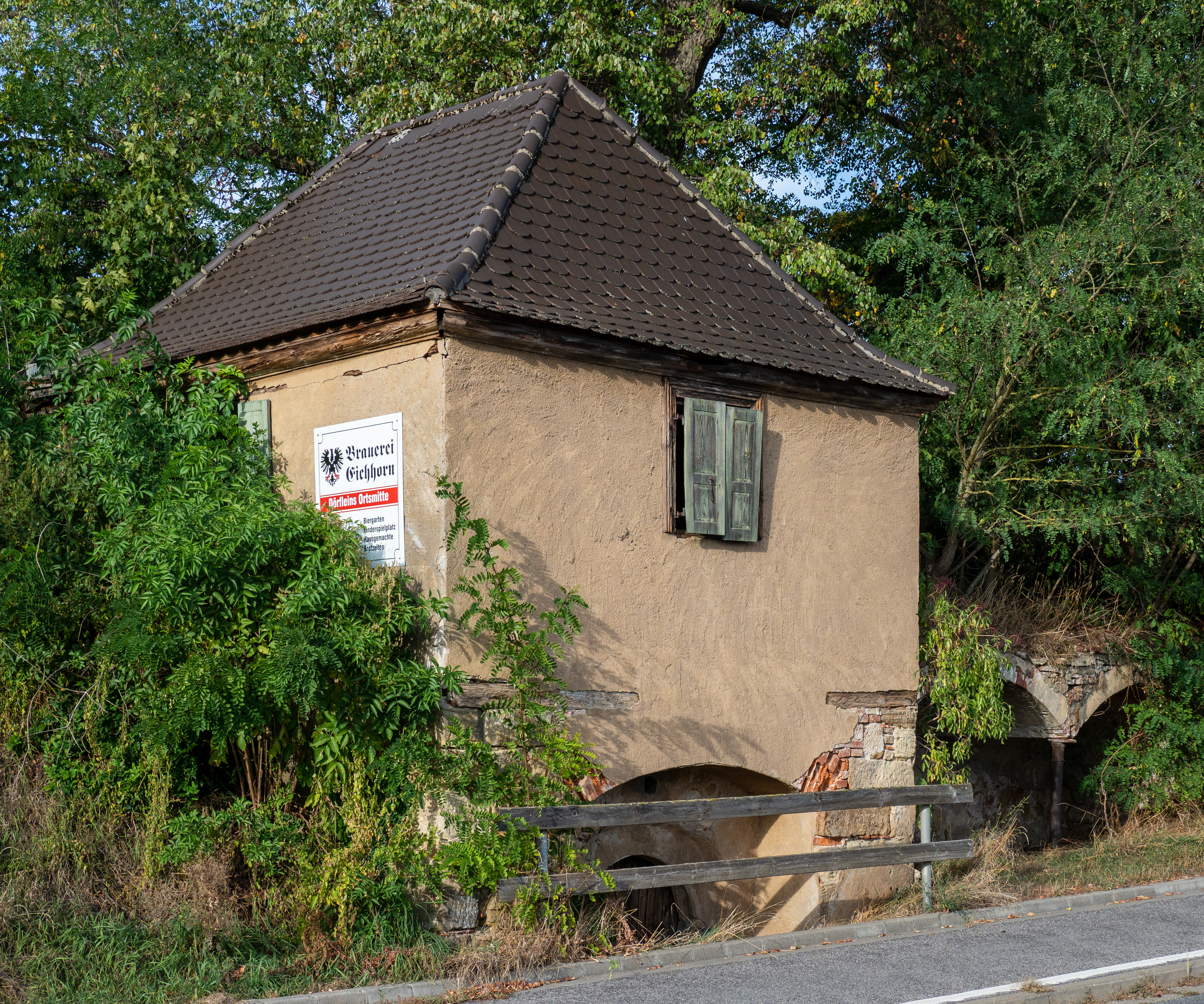
Kellerhaus in Dörfleins

Dörfleins ist ein Gemeindeteil der Stadt Hallstadt im oberfränkischen Landkreis Bamberg.

## Geographie
Das Kirchdorf Dörfleins grenzt im Süden an die Stadt Bamberg und im Westen an die Gemeinden Oberhaid und Kemmern. Zwischen Hallstadt und Dörfleins fließt der Main. Verbunden werden die beiden Gemeindeteile durch die Mainbrücke, über die die Staatsstraße 2281 führt. Die Bahnlinie Bamberg–Schweinfurt verläuft über die Achterbrücke.
Durch Dörfleins verläuft der Fränkische Marienweg.

## Geschichte
Die Kapelle St. Ursula gehörte lange Zeit zum Bistum Würzburg und kam später zum Erzbistum Bamberg. 
Bis zum 31. Dezember 1971 war Dörfleins eine selbstständige Gemeinde.

## Bildung
In Dörfleins gibt es
- den katholischen Kindergarten St. Ursula und
- einen Standort der Grundschule Hallstadt; der Hauptsitz ist in der Kernstadt.[4]

## Baudenkmäler
14 Objekte des Stadtteils sind in die Denkmalliste eingetragen. 

## Wirtschaft
In Dörfleins gibt es die Brauerei Schwarzer Adler Eichhorn.

## Vereine
- Freiwillige Feuerwehr Dörfleins
- Gesangverein Cäcilia Dörfleins
- Katholischer Burschen- und Männerverein Dörfleins
- Krieger- und Militärverein Dörfleins
- Obst- und Gartenbauverein Dörfleins
- Sportverein (SV) Dörfleins